# Újezd u Brna
Újezd u Brna là một thị trấn thuộc huyện Brno-venkov, vùng Jihomoravský, Cộng hòa Séc.